# TeleAppula
Tele Appula è stata una emittente televisiva pugliese nata tra le prime in Italia nel 1976 ad Altamura. Ha trasmesso in tutto il territorio Appulo Lucano sui canali UHF 44 e 46. Dopo molti anni, nel 1994 ha terminato le attività televisive. Nel 2014 Giandomenico Cicirelli la riapre con una copertura ben più ampia del passato coprendo tutta la Puglia e Basilicata.

## Storia
Tele Appula nasce ad Altamura nel 1976 grazie ad una idea di quattro ragazzi Salvatore e Giuseppe Cagnazzi, Salvatore Maggi e Bartolomeo Cicirelli. La sede era negli immobili del Teatro Mercadante. Nel corso degli anni le quote societarie furono oggetto di valutazione da diversi potenziali acquirenti ma infine la TV rimase sempre al "gruppo storico".
Nel 1988 Tele Appula ebbe il passaggio definitivo al Gruppo Ninivaggi Spa che acquistò il 100% della proprietà investendo ingenti risorse finanziarie. L'era Ninivaggi si concluse nel seguito alla Legge del Ministro Pagani che non rilasciò le concessioni a trasmettere chiudendo definitivamente la storica tv altamurana. 
Erano presenti vari notiziari, "TA Notizie e Tutto città", "Così così così", "Tanto per",  "Canta Baby", "Canta Tredici", "Tribune elettorali", "Non solo volley".

## Programmi del passato
- Calcio di Tele Appula
- Tanto per
- Parliamo di...
- Cucina Italiana
- Storie d'Eccellenze
- Martedi Sport
- Piazza Politica
- Storie Aziendali

## La rinascita
Tele Appula è stata rilanciata dopo 20 anni di chiusura da Giandomenico Cicirelli.
A distanza di molti anni dalla nascita e dopo anni di chiusura Tele Appula ritorna a trasmettere sul digitale terrestre (DVB-T). 